# Nikos Salingaros

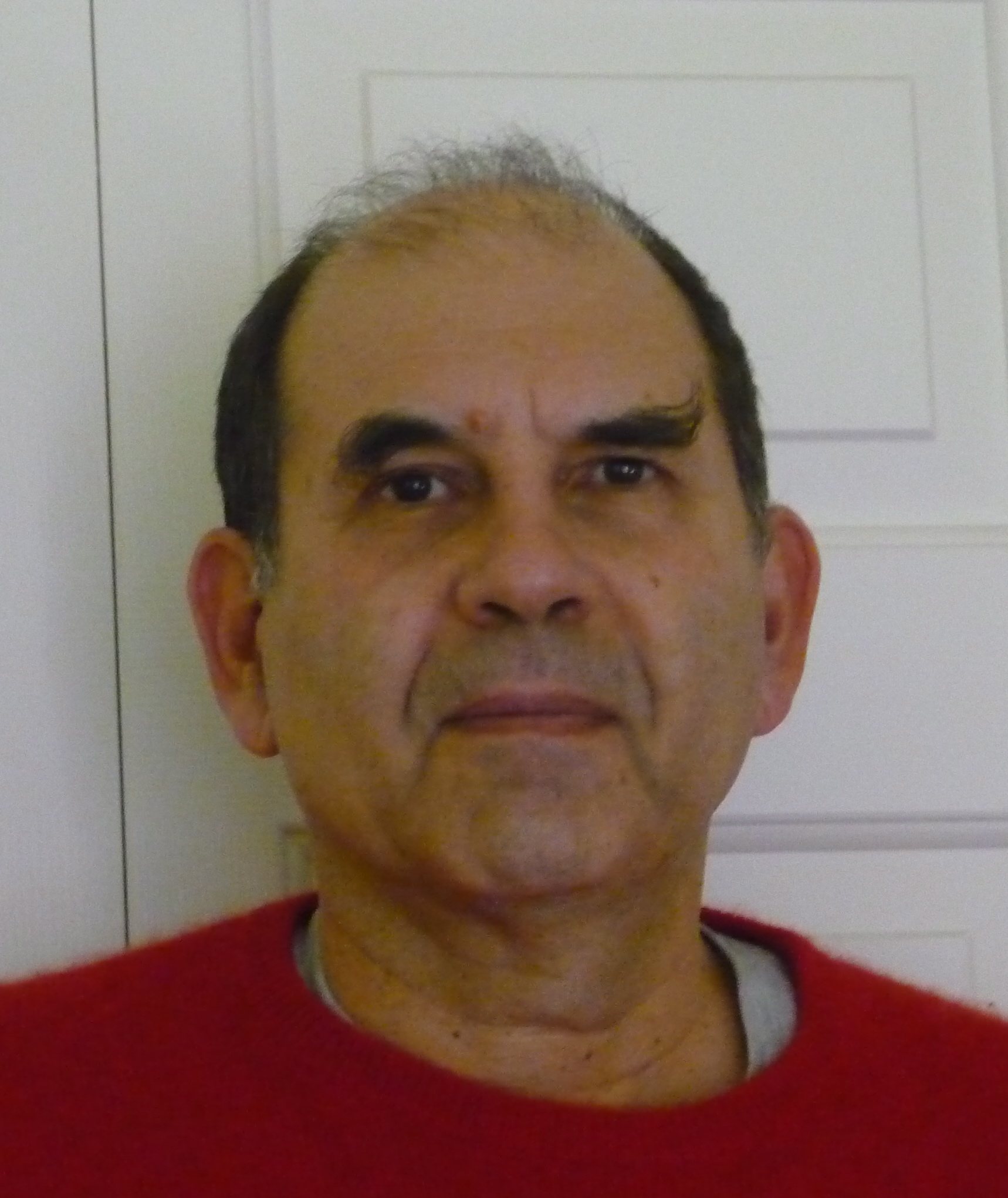
Nikos Salingaros

Nikos A. Salingaros (* 1952 in Perth) ist ein griechisch-australischer Physiker und Universalist, bekannt für seine Arbeiten als Architektur- und Designtheoretiker. Er war enger Mitarbeiter des Architekten und Architekturphilosophen Christopher Alexander, dessen harsche Kritik an der konventionellen modernen Architektur er teilt. Wie Alexander schlägt Salingaros eine alternative Herangehensweise an die Architektur und Stadtplanung vor, die sich mehr an den menschlichen Bedürfnissen orientiert, und die eine strenge wissenschaftliche Analyse mit empirisch gewonnener Intuition kombiniert.
Salingaros veröffentlichte substanzielle Forschungsarbeiten in den Fachgebieten Algebra, mathematische Physik, elektromagnetische Felder und thermonukleare Fusion, bevor er sich der Architektur und Stadtplanung zuwandte. Seit 1983 lehrt Salingaros Mathematik an der University of Texas in San Antonio. Er unterrichtet auch an Architekturfakultäten in Italien, Mexiko und den Niederlanden. Salingaros ist Träger diverser Auszeichnungen.
Für Aufsehen sorgte 2006 sein in Deutschland erschienenes Grundlagenbuch A Theory of Architecture.
2008 fand Salingaros Aufnahme in die Liste der 50 VISIONARIES who are changing your world, veröffentlicht in der November-Dezember-2008-Ausgabe des Utne Reader.

## Leben
Salingaros wurde als einziges Kind griechischer Eltern geboren. Sein Vater ist der populäre Komponist Stelios Salingaros, sein Onkel der Opernbariton Spyros Sali(n)garos. Nach der Schule begann er als Kunstmaler zu arbeiten, studierte aber dann Physik an der Universität von Miami, wo der den Bachelor erwarb. Es folgte der Master (1974) und Doktor (1978) der Physik an der State University of New York. Seit 1982 arbeitet er mit Christopher Alexander zusammen. Zuletzt fungierte er als Herausgeber von Alexanders vierbändigem Opus magnum The Nature of Order. Seit 1983 ist er Professor für Mathematik an der University of Texas in San Antonio.

## Wirkung

### Architektur und Stadtplanung
Die Arbeiten von Salingaros widmen sich vor allem zwei Schlüsselkonzepten: Architektur und Städte werden einerseits als Fraktale und andererseits als Netzwerke aufgefasst. Weiterhin steht Salingaros in der Denktradition des Christopher Alexander bzw. hat als langjähriger Mitarbeiter, Partner und Wegbegleiter, dessen Konzepte mitgetragen bzw. mitgestaltet hat.

### Schriften
Salingaros Schriften helfen zwei wesentliche Konzeptionen in die Diskussion von urbaner Morphologie einzubetten: Fraktale und Netzwerke. Sein Buch Principles of Urban Structure wurde mit Michael Battys und Pierre Frankhausers Idee von Städten als gigantische Fraktale verglichen; sowie jener von Paul Drewe und Gabriel Dupuy von Städten als gigantische Netzwerke. Salingaros Arbeit verbindet die Urbane Form mit Konzepten wie dem Small-world network und Scale-free network. Michael Batty, Professor an der Bartlett, University College of London, schrieb folgendes über Salingaros wissenschaftlichen Beitrag:
He shows how networks which evolve from the bottom up lead to ordered (scaled) hierarchies that are both efficient and well adjusted. […] This theory of the small world, but contained within, there is the germ of an idea which has barely been exploited. In connecting elements in cities, there is a natural ordering from many short links which aggregate to a lesser number of longer links which, in my view, could be linked to small worlds, to scale-free networks, to power law distributions and, more significantly, to changes in transportation technology. Salingaros is the first to hint at this.

### Informatik
Obwohl Salingaros nie direkt zum Thema Software publiziert hat, werden zwei seiner Artikel in der Informatik stark diskutiert.
In The Structure of Pattern Languages argumentiert er, dass lose Mustersammlungen nicht den Ansprüchen an eine Mustersprache genügen. Dazu ist die Validierbarkeit interner und externen Musterreferenzen erforderlich.
In The Information Architecture of Cities (gemeinsam mit L. Andrew Coward, 2004) beschreibt er Städte als Informationsarchitekturen, in denen höhere Funktionen die System in Kommunikationsmodule strukturieren.

### Komplexitätstheorie
Salingaros vertritt ein Modell der Komplexität in Analogie zu den thermodynamischen Größen der Physik, teilweise weiterentwickelt mit dem Informatiker Allen Klinger. Diese Arbeit adaptiert die Notation von Herbert A. Simon und schlägt ein einfaches Verfahren zu ihrer Bestimmung vor. Christopher Alexander diskutiert dieses Modell in Band 1 seines Werkes The Nature of Order.

### Philosophie
Saligaros ist ein harscher Kritiker des Dekonstruktivismus in der Architektur sowie auch der unkritischen Anwendung der Philosophie des Poststrukturalismus. In seinem Essay The Derrida Virus argumentiert er, dass eine unkritische Anwendung der Ideen von Jacques Derrida zu einer viralen Demontage von Wissen und logischem Denken führen. Dabei verwendet Salingaros das von Richard Dawkins eingeführte Modell der Meme, obwohl er auch diesem in wesentlichen Punkten – etwa der Einordnung von Religion als Mem – nicht folgt.

## Artikel (Auswahl)
- The Derrida Virus – ein Essay.
- The End of Tall Buildings – gemeinsam mit James Kunstler

## Bücher
- Anti-Architecture and Deconstruction (2004), ISBN 3-937954-08-2
- Principles of Urban Structure (2005), ISBN 90-8594-001-X
- A Theory of Architecture (2006), ISBN 3-937954-07-4 (mit einem Vorwort von Prinz Charles)